# أمير شريف الدين
أمير سجريف الدين (بالإندونيسية: Amir Sjarifuddin Harahap) (27 أبريل 1907-19 ديسمبر 1948) هو سياسي إندونيسي، وواحد من أوائل الزعماء للجمهورية الإندونيسية. أصبح رئيساً للوزراء أثناء الثورة. تحول من الإسلام إلى المسيحية. أعدم في 1948.